# Нетрокона-Садар
Нетрокона-Садар (бенг. নেত্রকোনা সদর, англ. Netrokona Sadar) — подокруг на северо-востоке Бангладеш. Входит в состав округа Нетрокона. Образован в 1874 году. Административный центр — город Нетрокона. Площадь подокруга — 340,35 км². По данным переписи 1991 года численность населения подокруга составляла 265 643 человека. Плотность населения равнялась 780 чел. на 1 км². Уровень грамотности населения составлял 28,4 %. Религиозный состав: мусульмане — 89,32 %, индуисты — 10,33 %, прочие — 0,35 %.